# زیردریایی کلاس آرچر
زیردریایی کلاس آرچر (به انگلیسی: Archer-class submarine) یک کلاس از زیردریایی است که طول آن ۶۰٫۵ متر (۱۹۸ فوت ۶ اینچ) می‌باشد.